# Ono (Fukushima)
Ono (小野町 Ono-machi?) es un pueblo localizado en la prefectura de Fukushima, Japón. En junio de 2019 tenía una población de 9.777 habitantes y una densidad de población de 78,1 personas por km². Su área total es de 125,18 km².

## Geografía

### Municipios circundantes
- Prefectura de Fukushima
  - Kōriyama
  - Tamura
  - Iwaki
  - Hirata

## Demografía
Según datos del censo japonés, la población de Ono ha disminuido en los últimos años.
| Año del censo | Población |
| ------------- | --------- |
| 1995          | 13.306    |
| 2000          | 12.555    |
| 2005          | 12.105    |
| 2010          | 11.202    |
| 2015          | 10.475    |